# Jozef Haľko mladší
Jozef Haľko (* 10. května 1964 Bratislava) je slovenský římskokatolický kněz a od roku 2012 historicky první pomocný biskup bratislavské arcidiecéze.

## Život
Na kněze byl vysvěcen 4. července 1994 v Bratislavě. Od roku 1997 působil jako farní vikář ve farnosti u bratislavské katedrály sv. Martina a byl pověřen pastorací maďarsky hovořících věřících, začal také vyučovat na Římskokatolické cyrilometodějské bohoslovecké fakultě Univerzity Komenského v Bratislavě, kde se roku 2006 habilitoval. V roce 2008 se stal mluvčím bratislavského arcibiskupa, následujícího roku byl jmenován papežským kaplanem.
Dne 31. ledna 2012 jej papež Benedikt XVI. jmenoval pomocným biskupem bratislavské arcidiecéze a titulárním biskupem serrenským. Biskupské svěcení přijal 17. března 2012.

## Dílo
- 1993 Tam, kde zomrel Peter, Daka Bratislava, 80 stran
- 2004 Rozbiť Cirkev : Rozkolnícka Katolícka akcia, Lúč, ISBN 80-7114-493-2, 155 x 215 mm, 258 stran
- 2005 Osudná sms-ka, Vydal Juraj Mrocek Bratislava
- 2005 Dejiny lurdskej jaskyne na Hlbokej ceste v Bratislave, Lúč, ISBN 80-7114-510-6, 215 x 155 mm, 104 stran (vyšla i maďarsky ISBN 80-7114-511-4)
- 2006 Modrý kostol : Dejiny Kostola sv. Alžbety v Bratislave – Lúč, ISBN 80-7114-590-4, 310 x 235 mm, 128 stran
- 2006 Ave Crux : Život a dielo biskupa Ambróza Lazíka, Spolok sv. Vojtecha, ISBN 80-7162-626-0, 295 stran
- 2008 Arcibiskupov zápas. Životná cesta Mons. RNDr. Júliusa Gábriša, Spolok sv. Vojtecha, ISBN 978-80-7162-743-2, 344 stran
- 2010 Dóm : Katedrála sv. Martina v Bratislave, LÚČ, ISBN 978-80-7114-805-0, 608 stran. Spoluautor Mgr. Štefan Komorný, ArtD.

## Kritika
V lednu 2022 čelil Jozef Haľko kritice po vyjádření ohledně prvního dílu seriálu Přiznání. Ve videu na Facebooku přirovnal romantický polibek a projev lásky dvou žen v seriálu k marxistické ideologické propagandě a manipulaci. Seriál dále nazval „homosexuální propagandou“ a dodal, že může být pro mládež „velmi škodlivý až devastační“. Homosexuální orientaci ve svém vyjádření vícekrát nazval „problémem“. Dodal, že projevy lásky mezi homosexuálními páry na obrazovku nepatří.